# Francisco Martínez (basquetebolista)
Francisco Martínez Cordero, (Ciudad Juárez, 20 de junho de 1910 - 1993) foi um basquetebolista mexicano que integrou a Seleção Mexicana que conquistou a Medalha de Bronze disputada nos XI Jogos Olímpicos de Verão em 1936 realizados em Berlim na Alemanha Nazi.